# Araji
Araji – wieś w Armenii, w prowincji Aragacotn. W 2011 roku liczyła 617 mieszkańców.